# Saint-Nizier-le-Désert
Saint-Nizier-le-Désert – miejscowość i gmina we Francji, w regionie Owernia-Rodan-Alpy, w departamencie Ain.

## Demografia
Według danych na styczeń 2012 roku gminę zamieszkiwało 910 osób, a gęstość zaludnienia wynosiła 35,1 osób/km².